# Gregory Paulger
Gregory Paulger ist ein britischer EU-Beamter. Er ist gegenwärtig Generaldirektor der Generaldirektion Kommunikation, die der Kommissarin für Justiz, Grundrechte und Bürgerschaft, Viviane Reding, unterstellt ist.

## Biografie
Paulger begann seine Karriere bei der Europäischen Kommission als Verwaltungsrat in den Direktionen Verwaltung und Innovation. Nach einem Posten im Kabinett von Jean Dondelinger, damaliger Kommissar für Information, Kommunikation, Kultur und audiovisuelle Medien, leitete Paulger verschiedene Referate in der DG X, heute die Generaldirektion Kommunikation. Ab 1999 leitete er das Kabinett von Viviane Reding, die zu der Zeit Kommissarin für Bildung und Kultur war. Von 2003 bis 2005 war er Leiter der Direktion C (Kultur, Politik im audiovisuellen Bereich und Sport) in der Generaldirektion Bildung und Kultur, bevor er an die Spitze des Direktorats A (Audiovisuelles, Medien und Internet) der GD Informationsgesellschaft und Medien wechselte. Zuletzt war er ab 2011 Direktor für Jugend und Sport in der Generaldirektion Bildung und Kultur.
Paulger ist verheiratet und hat zwei Kinder.